# شویلر ناک
شویلر ناک (انگلیسی: Schuyler Enck; ۲۵ ژانویهٔ ۱۹۰۰ – ۱ نوامبر ۱۹۷۰) دونده دو نیمه‌استقامت اهل ایالات متحده آمریکا بود.